# Герпетологические общества
Герпетологические общества — объединения ученых, специализирующихся в области герпетологии, а также любителей разведения и наблюдения пресмыкающихся и земноводных. Европейское Герпетологическое Общество было создано в 1979 году, его членами являются около 500 ученых из различных стран мира.

## Австралия
- Amphibian Research Center
- Australian Herpetological Society основано в 1949 году
- Australian Society of Herpetologists основано в 1964 году

## Австрия
- Austrian Herpetological Society

## Великобритания
- The British Herpetological Society основано в 1947 году
- The Herpetological Conservation Trust

## Германия
- The German Chelonia Group
- German Herpetological Society (Deutsche Gesellschaft für Herpetologie und Terrarienkunde, DGHT). Образовано в 1964 году на базе организации «Salamander» (основана в 1918 году)

## Греция
- Greek Herpetological Society

## Дания
- Nordisk Herpetologisk Forening

## Испания
- Spanish Herpetological Society с 1984

## Италия
- Italian Herpetological Society
- Sicilian Herpetological Society с 1994

## Мексика
- www.sociedadherpetologicamexicana.com

## Польша
- Herpetological Section of the Polish Zoological Society (Poznan)

## Россия
- Герпетологическое общество имени А.М. Никольского

## Сербия
- Serbian Herpetological Society (недоступная ссылка)

## США
- American Society of Icthyologists & Herpetologists с 1913
- Green Iguana Society
- Partners in Reptile and Amphibian Conservation
- Society for the Study of Amphibians & Reptiles с 1958

## Финляндия
- Herpetological Society of Finland с 1992

## Франция
- Herpetological Society of France с 1971

## Хорватия
- Croatian Herpetological Society — Hyla

## Чехия
- Czech Society for Herpetoloculture and Herpetology
- The Czech Herpetological Society (CHS) с 1973

## Эстония
- Baltic Herpetological Society с 2005

## Япония
- Herpetological Society of Japan с 1962